# Борнов идентитет (филм из 2002)
Борнов идентитет (енгл. The Bourne Identity) је акциони трилер из 2002. године, базиран на истоименом роману Роберта Ладлума. Главне улоге играју: Мет Дејмон, Франка Потенте, Крис Купер, Џулија Стајлс, и Брајан Кокс. Први је филм у серијалу о Џејсону Борну, а прате га наставци Борнова надмоћ (2004), Борнов ултиматум (2007), Борново наслеђе (2012) и Џејсон Борн (2016).
Режисер и ко-продуцент филма је био Даг Лајман, док су сценарио написали Тони Гилрој и Вилијам Блејк Херон. Иако је Роберт Ладлум преминуо 2001. године, он је потписан као извршни продуцент заједно са Френком Маршалом. Јуниверсал пикчерс је реализовао филм у америчким биоскопима 14. јуна 2002. године. Филм је постигао критички и комерцијални успех, зарадивши 214 милиона долара.

## Радња
Овај филм је први део трилогије, акционих трилера чији је главни јунак човек који је изгубио идентитет.
На почетку филма италијански рибари спашавају дављеника. Он је скоро мртав и делимично је изгубио памћење. На леђима носи повреде од метака, а на бедру тетоважу броја рачуна у швајцарској банци. Иако се не сећа, види се да је спретан у борилачким вештинама, самоодбрани а и зна више језика. Он покушава да сазна ко је он, и шта га је довело у ситуацију у којој се налази, једино је евидентно, да са бавио опасним стварима.
Када стиже у Цирих у банку он проналази гомилу пасоша, новац, аутоматско оружје и име Џејсон Борн, и адресу у Паризу. После тога схвата, да га доста људи зна и желе му добро, иако он не зна никога. Он се упознаје са Мари, која га превози у Париз, за 20.000 долара. После неколико авантура он ће сазнати своје порекло, а пут до тога води у седишта ЦИА.

## Улоге
| Глумац                | Улога              |
| --------------------- | ------------------ |
| Мет Дејмон            | Џејсон Борн        |
| Франка Потенте        | Мери Хелена Кројц  |
| Крис Купер            | Александер Конклин |
| Брајан Кокс           | Ворд Абот          |
| Џулија Стајлс         | Ники Парсонс       |
| Клајв Овен            | Професор           |
| Адаволе Акинуе-Агбаже | Никвана Вомбоси    |
| Габријел Мен          | Дени Зорн          |
| Ники Нод              | Кастел             |
| Расел Ливи            | Манхајм            |